# Tommaso I di Gerusalemme
Tommaso I (VIII secolo – 820) è stato il patriarca di Gerusalemme tra l'807 e l'820.
Era un monaco dell'eremo di san Saba, nonché un diacono e un medico.  Nell'807 succedette al patriarca Giorgio. Nell'808, prima della festa di Natale, i monaci del Monte degli Ulivi sollevarono al patriarca una questione riguardo alla processione dello Spirito Santo e la questione venne rimandata alla sede di Roma. Perciò scrisse a papa Leone III, così come gli scrissero i monaci. Questo fu il primo argomento sollevato l'anno seguente nel Concilio di Aix-la-Chapelle. Nel 817, Teodoro Studita scrisse a Tommaso, agli altri patriarchi e al papa sullo stato della Chiesa in Grecia sotto il governo di Leone l'Armeno, avverso alle immagini sacre. Su impulso di questa comunicazione, Tommaso inviò all'imperatore due monaci di san Saba che gli riferissero questa verità; Leone li fece torturare e bandire.
All'epoca del patriarca, ci sarebbe stata una dispersione della comunità musulmana di Gerusalemme a causa di una carestia e Tommaso avrebbe colto l'occasione per far riparare il tetto della Chiesa della Resurrezione. Avutane notizia, Abdallah figlio di Taher lo fece imprigionare e ne minacciò la fustigazione. Grazie a un mediatore musulmano e al pagamento di una somma di denaro, Tommaso riuscì a evitare la pena e ottenere l'approvazione dei lavori sulla chiesa.